# Nephthea bayeri
Nephthea bayeri is een zachte koraalsoort uit de familie Nephtheidae. De koraalsoort komt uit het geslacht Nephthea. Nephthea bayeri werd in 1966 voor het eerst wetenschappelijk beschreven door Verseveldt. 